# Anderviksravinerna
Anderviksravinerna är ett naturreservat i Jokkmokks kommun i Norrbottens län.
Området är naturskyddat sedan 2017 och är 1,1 kvadratkilometer stort. Reservatet omfattar den branta sydsluttning vid Luleälven norra strand. Reservatet består av granskog och sumpskog. 